# WTK Holdings
Die WTK Holdings ist ein malaysischer Mischkonzern. Er wurde in den 1940ern von Wong Tuong Kwang gegründet. Von 1998 bis 2013 wurde das Unternehmen von seinem Sohn Wong Kie Nai geleitet.
Das Unternehmen ist auf den Gebieten Forstwirtschaft, Palmölanbau und Verpackungen tätig. WTK besitzt mehrere 10.000 ha Anbaufläche für Ölpalmen auf Sarawak.
Zu den Mitbewerbern gehören Rimbunan Hijau und die Samling Group.